# Karl Güettler
Karl Güettler ['gytt-], född 7 oktober 1879 i Vestre Aker, död 8 april 1947 i Sälen, var en norsk-svensk arkitekt.

## Utbildning
Güettler genomgick den Den kongelige Tegneskole i Kristiania och praktiserade från sitt 18:e år i byggnadsyrket. Han flyttade 1900 till Stockholm, där han som extra elev studerade två år vid Kungliga Tekniska högskolan och ett år vid Kungliga Akademien för de fria konsterna samt hade anställning hos arkitekterna Isak Gustaf Clason, Gustaf Lindgren och Lars Israel Wahlman. Güettler företog studieresor till Danmark, Tyskland, Österrike och Italien.

## Verksamhet
År 1905 startade han egen arkitektverksamhet i Nynäshamn som han drev till 1913, därefter i Djursholm där han var bosatt. 1908 blev han svensk medborgare. I Svenska Slöjdföreningens tävlingar om bostadshus 1902 och 1909 vann Güettler 1:a priset, och i Byggnadsstyrelsens tävling om folkskolehustyper erhöll han l:a priset för den skånska och 2:a priset för den norrländska typen. Güettler kom att spela en framträdande roll i den allmogeromantiska arkitekturvågen efter sekelskiftet 1900. Byggnadsstilen gav uttryck för en förstärkt nationalromantik. Ett exempel härför är Högloftet och Nyloftet på Skansen som han ritade 1904-1905. Han ritade också professor Gösta Mittag-Lefflers Tällgården i Tällberg, som uppfördes 1910. Den Laurinska villan han ritade i Djursholm för överdirektören Paul Laurin har tillsammans med Lars Israel Wahlmans Villa Tallom framhållits som en av de arkitekturhistoriskt mest intressanta villorna inom denna stil och är idag byggnadsminnesmärkt.
Güettler gifte sig 1906 med Aina Maartman, en syster till Elsa Beskow. Makarna Güettler fick fem barn, varav en dotter gifte sig med Ulf Brandell. Han är farfar till barnboksförfattaren Kalle Güettler. Karl Güettler avled hastigt 1947 under en skidtur vid familjens sportstuga i Sälen.

## Verk i urval
I tidsordning
- Sorenskrivergården i Hokksund 1902[7]

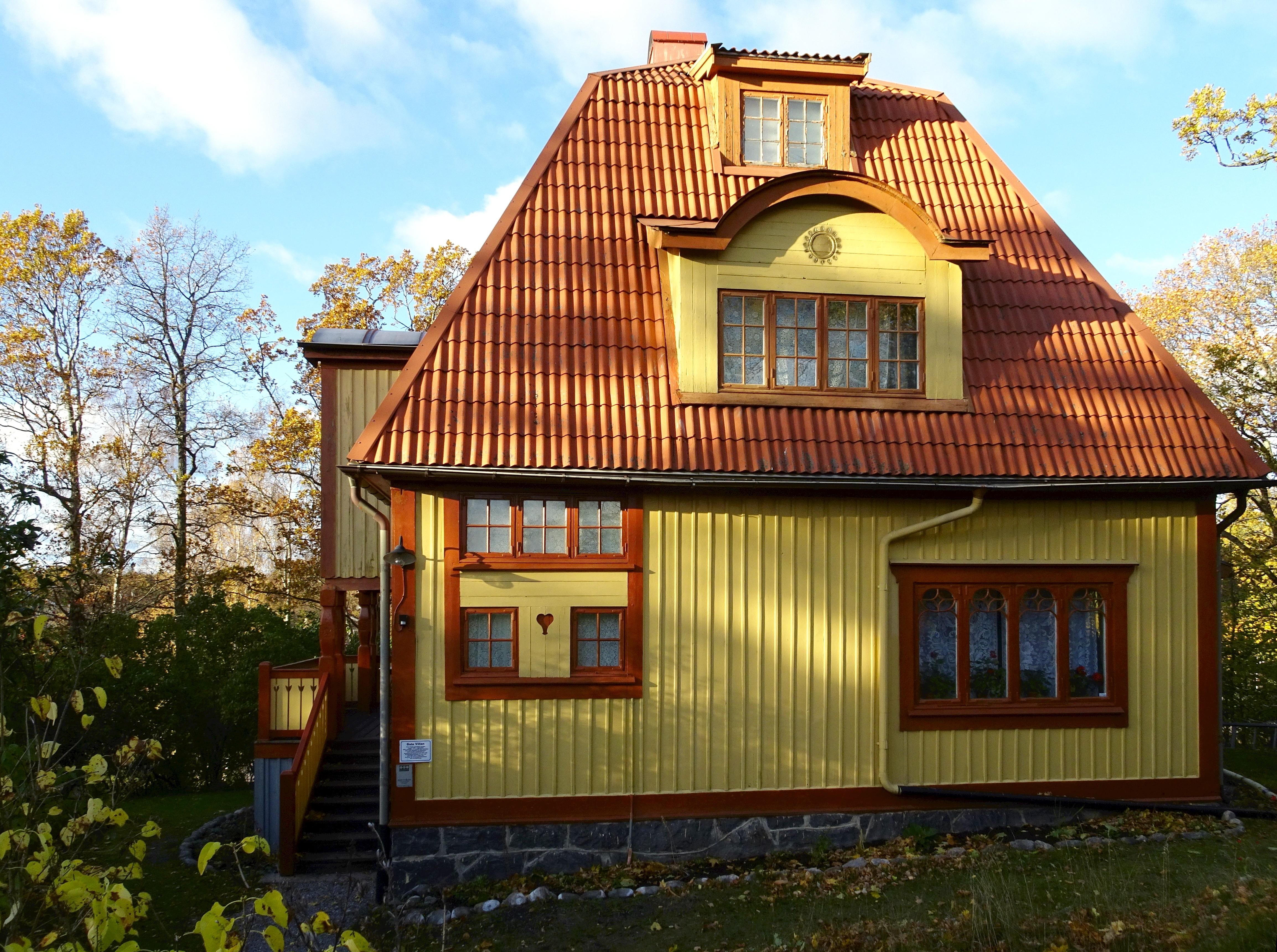
Gula Villan, Nynäshamn tillhör idag Sotholms Härads Hembygdsgård.

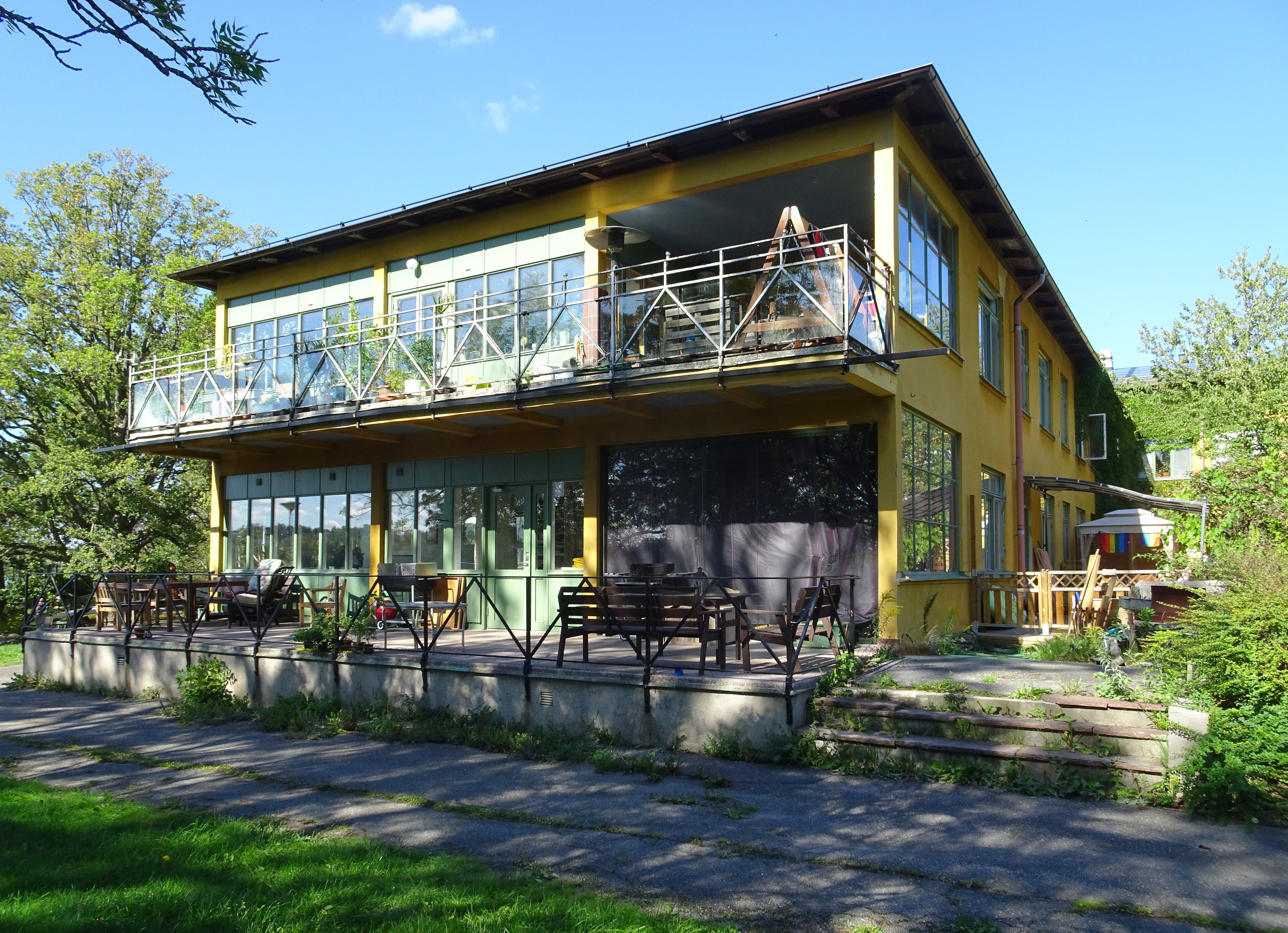
Gebers konvalescenthem 2018.

- Högloftet och Nyloftet på Skansen, Stockholm 1904-1905.
- Kurhotellanläggningen Nynäs havsbad, sedermera Pensionsstyrelsens sjukhus i Nynäshamn 1906-1907.
- Gula villan i Nynäshamn 1908.
- Svenska slöjdföreningens stuga på Konstindustriutställningen 1909 i Stockholm.
- Laurinska villan, Djursholm, 1910[8]
- Tällgården, åt Gösta Mittag-Leffler i Tällberg 1910 (numera Hotel Dalecarlia)
- Ostkustbanans (OKB) samtliga stationer och banvaktsstugor.[9]
- Prästgård, Sigurdsvägen 12 i Djursholm, 1915.[10]
- Lysekil kallbadhus 1916.
- Ombyggnad av gamla Hotell Åreskutan till Åregården 1918[11]
- Hotell Båstad, 1909 och 1927[12]
- Hotellet Skånegården, Båstad 1918, där han även ritade möblerna[12]
- Pensionsstyrelsens sjukhus i Tranås 1923.
- Pensionsstyrelsens sjukhus i Åre (Åre sjukhus) 1923.[13]
- Förslag till Vanföreanstalten i Härnösand, 1916 & 1923.[14]
- Ombyggnad och modernisering av Sankt Görans sjukhus och S:t Eriks sjukhus samt Epidemisjukhuset, Stockholm.
- Hemmet för lupussjuka i Stockholm, 1931.[15]
- Industribyggnader för Graningeverken.
- Gebers konvalescenthem i Orhem, Stockholm 1935.
- En mångfald villor bland annat i Djursholm och Nynäshamn.

## Bilder

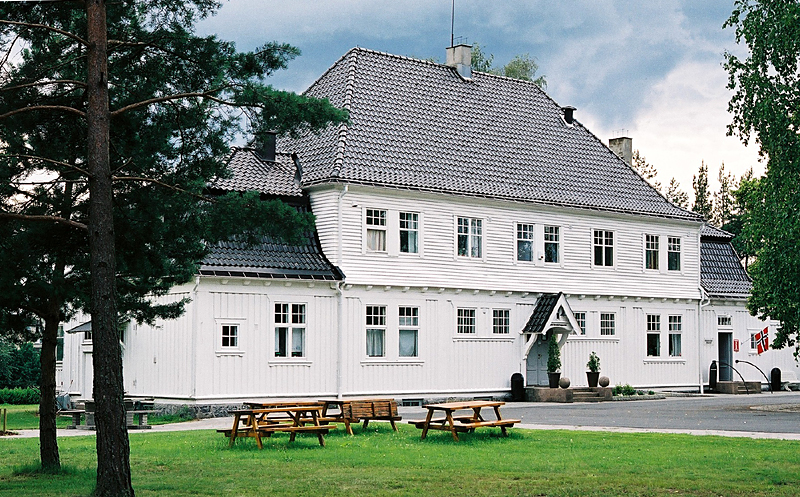
Sorenskrivergården i Hokksund
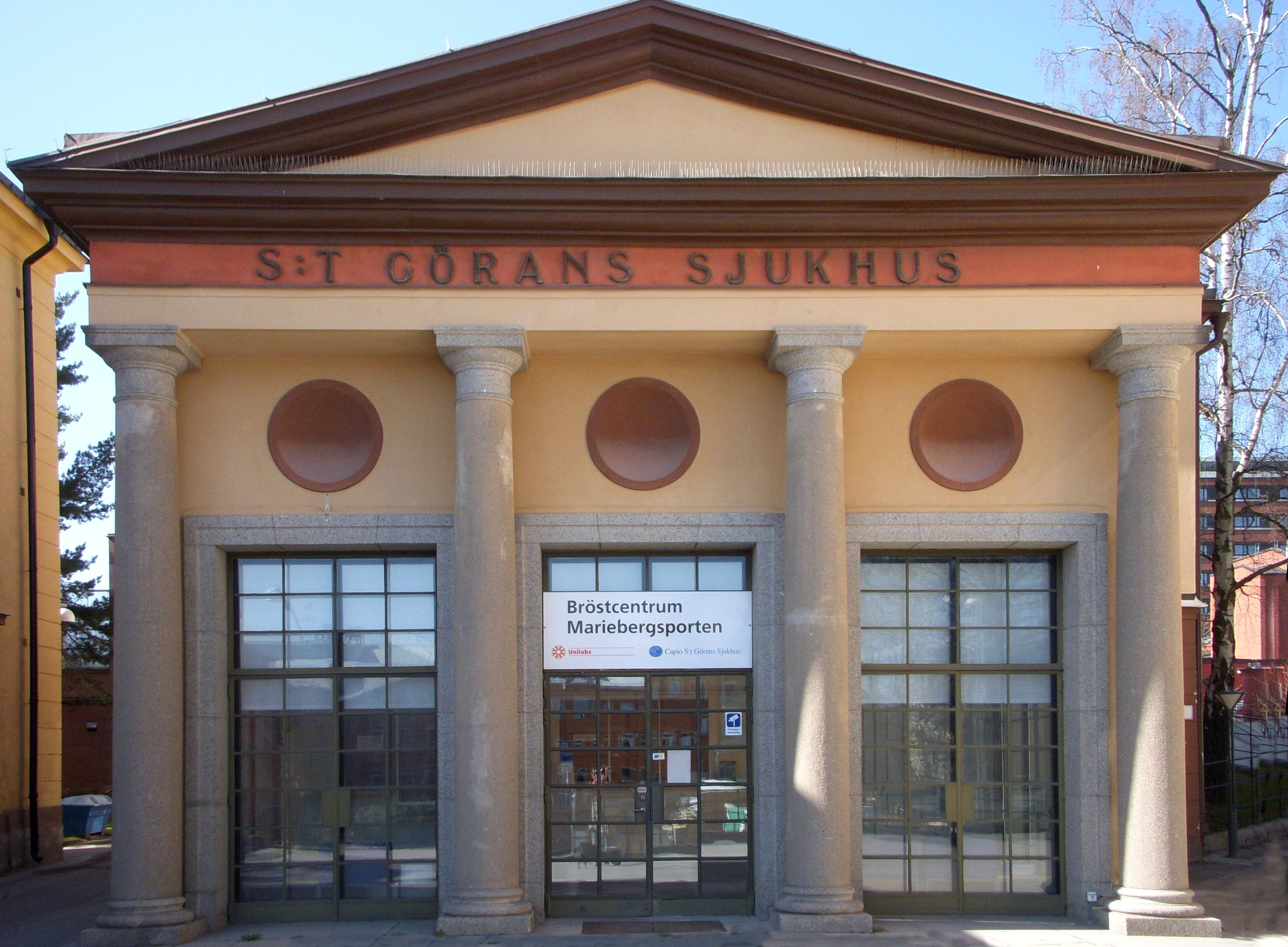
Sankt Görans sjukhus
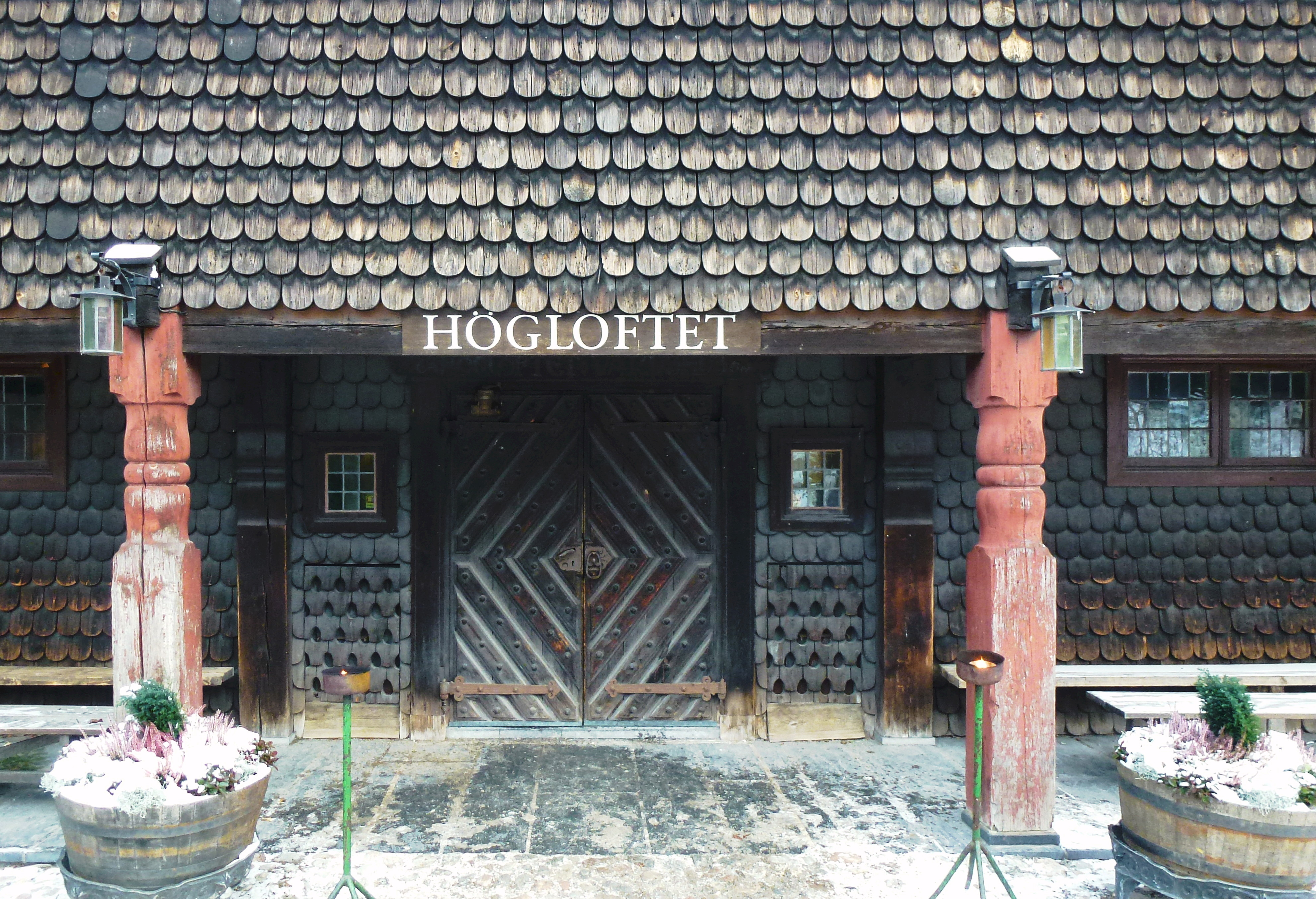
Högloftet och Nyloftet på Skansen
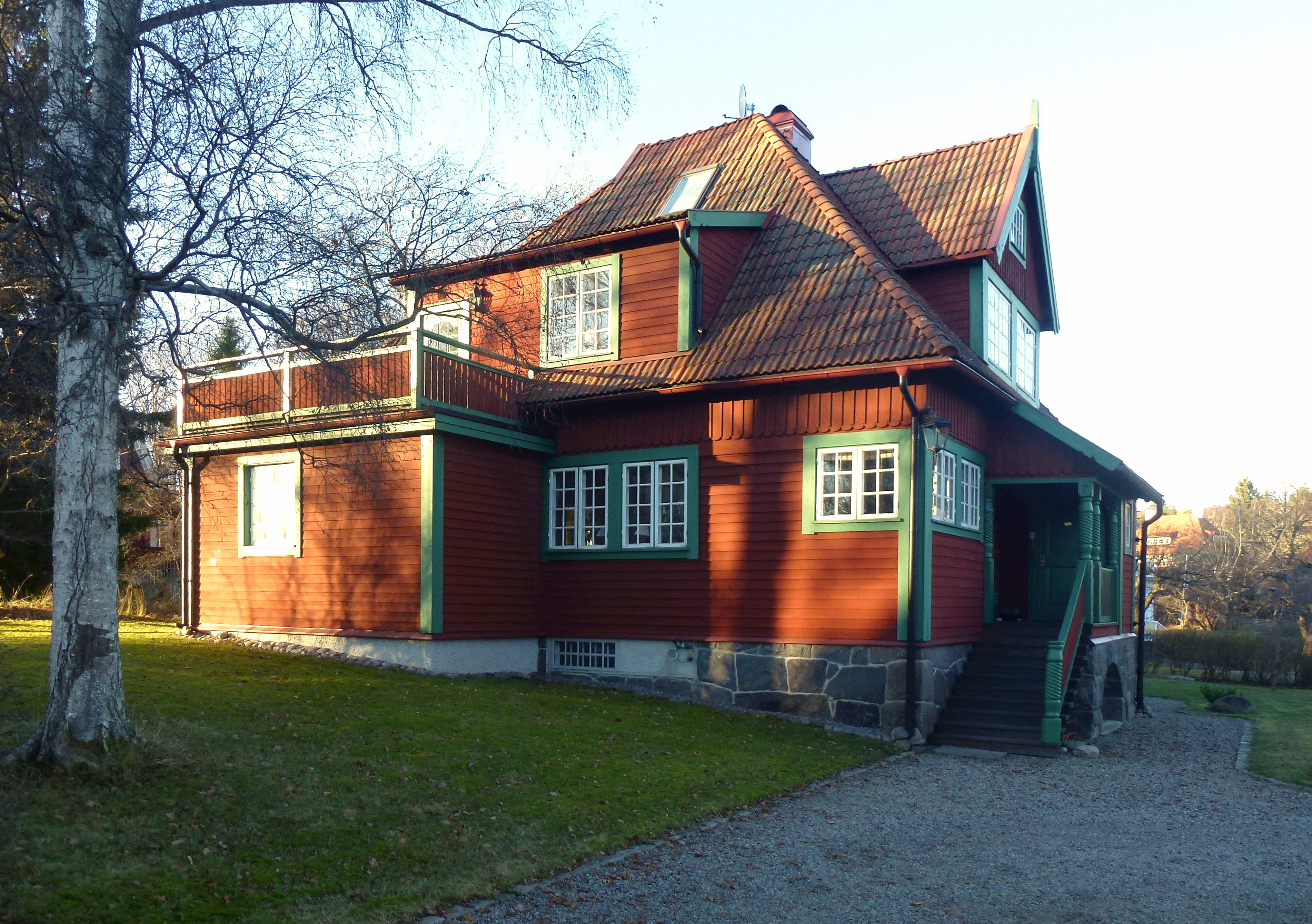
Villa Sundin i Storängen
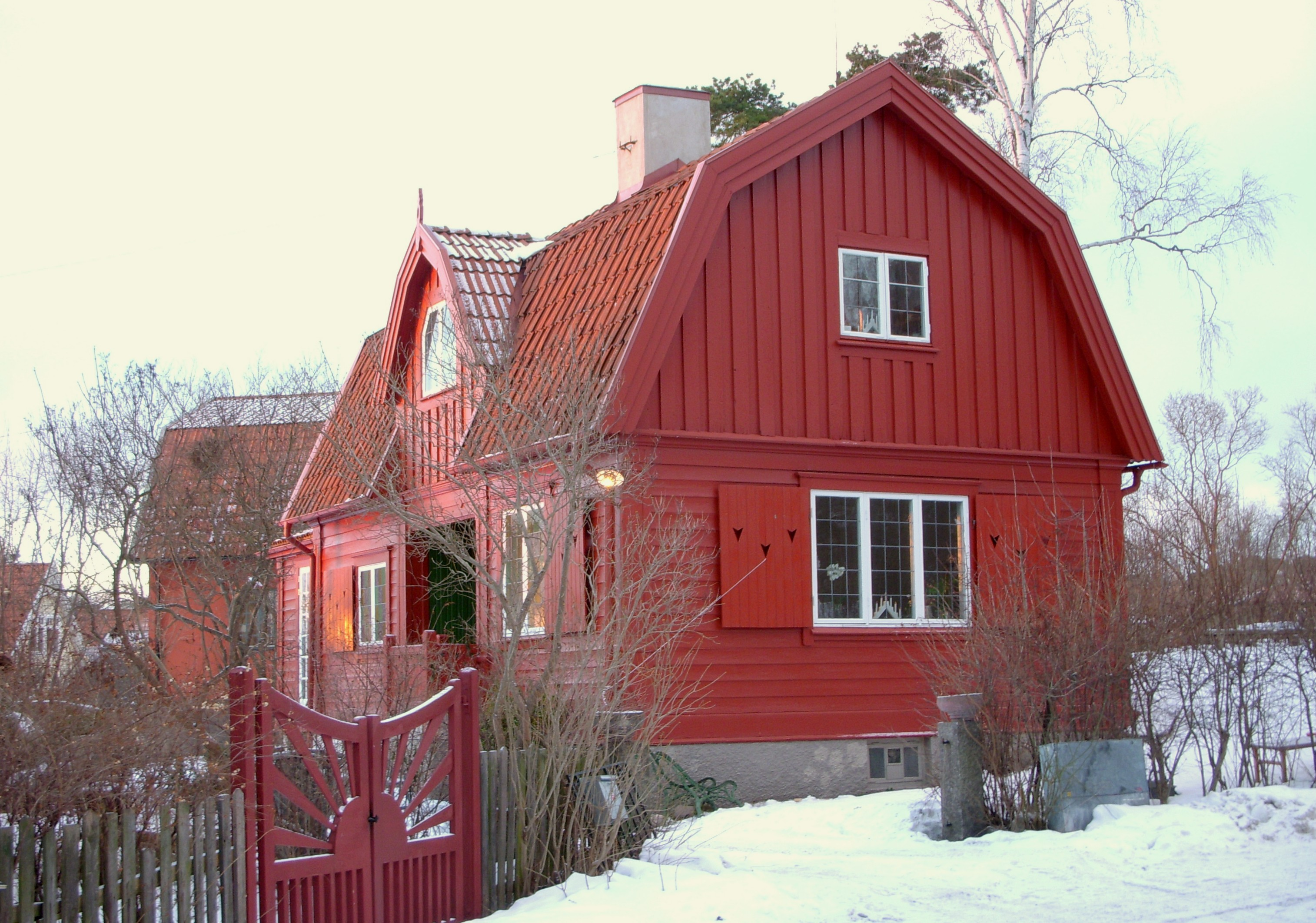
Solvägen 12 i Gamla Enskede
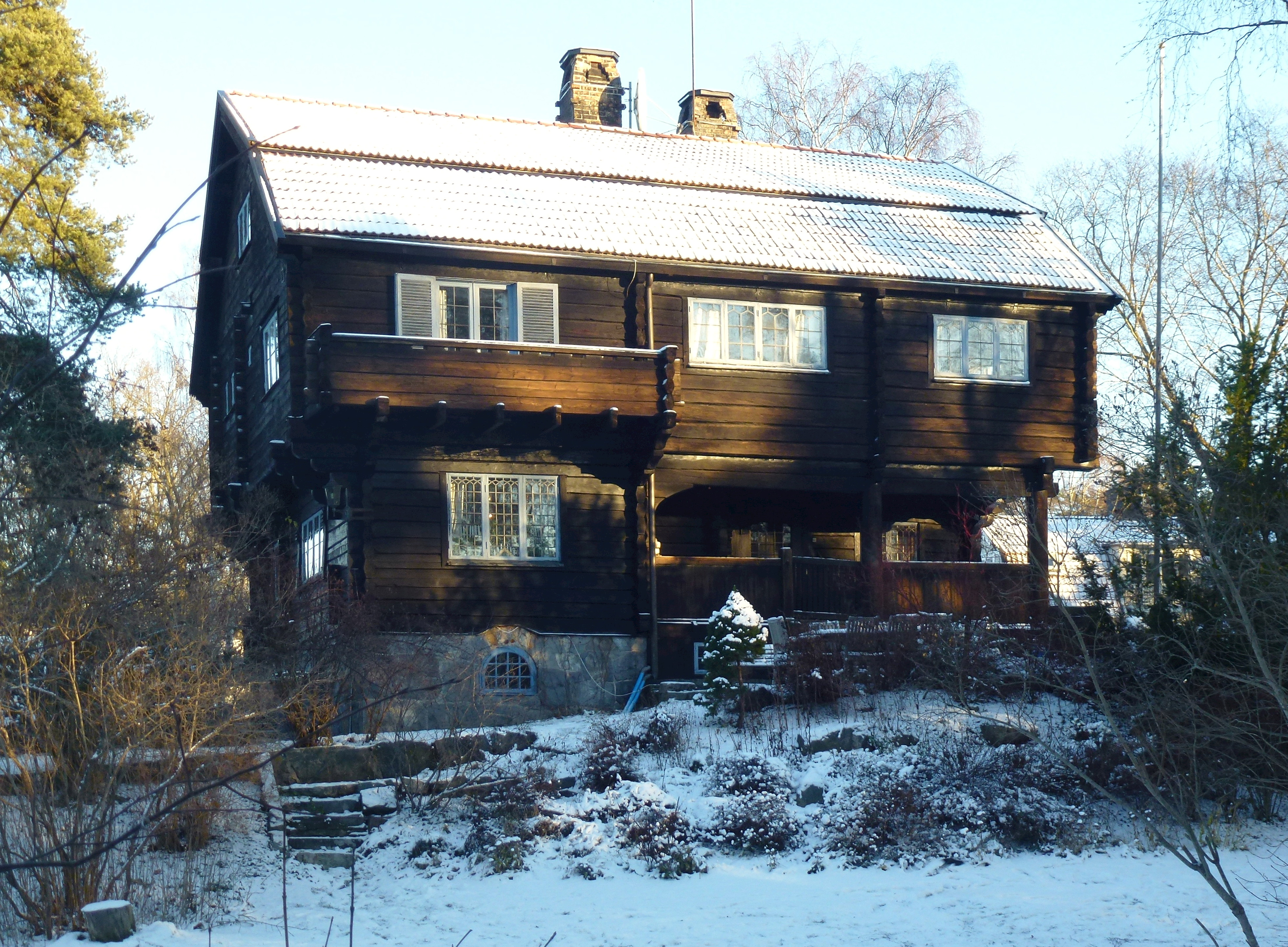
Laurinska villan, Djursholm
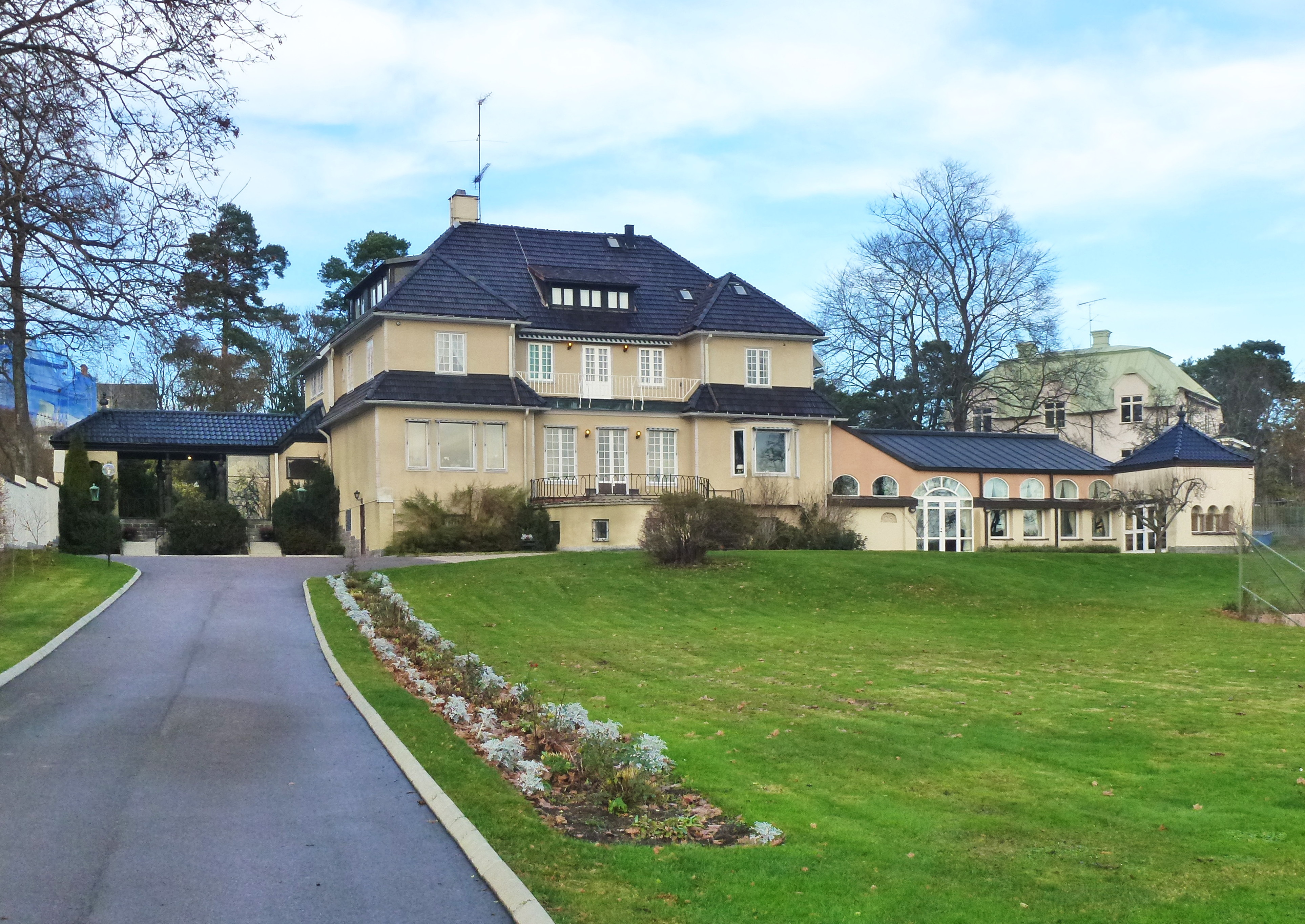
Elivågor 2, Djursholm
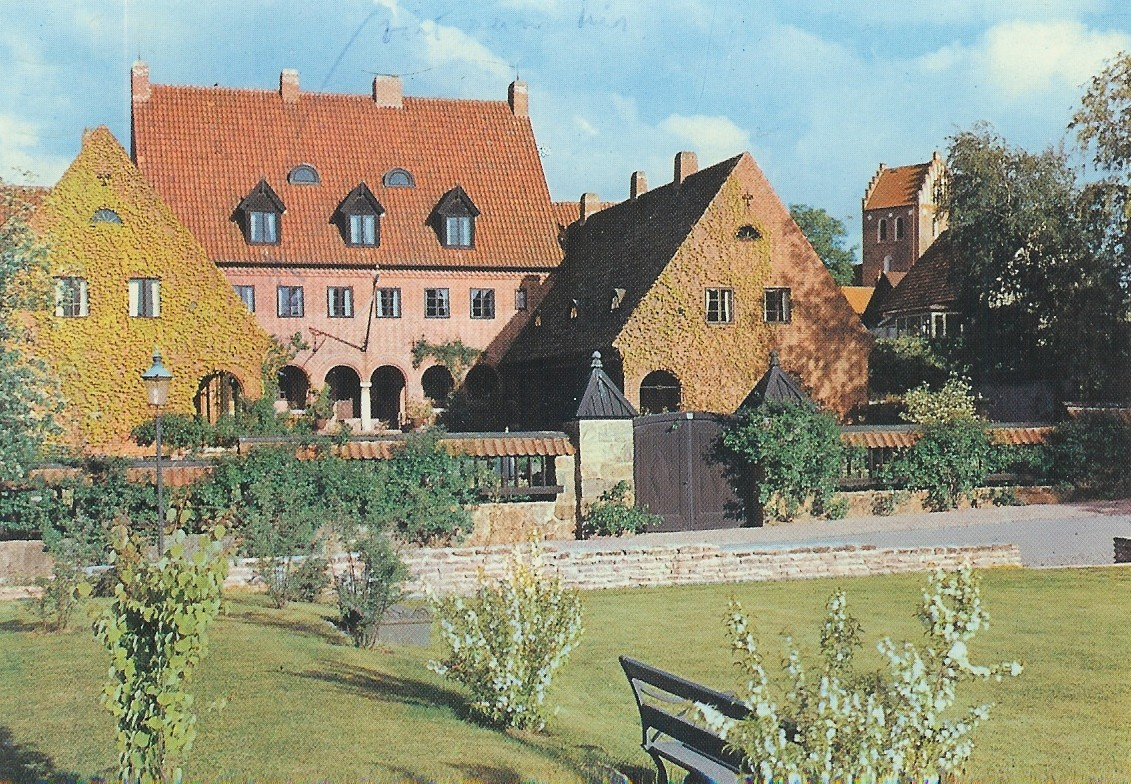
Skånegården, Båstad